# 빈곤감소전략
빈곤감소전략 (Poverty Reduction Strategy Papers, PRSPs)은 국제개발협력에 있어서 지원을 받는 수원국이 국제통화기금, 세계은행 등의 자금을 지원 받을 시 수원국 정부가 수립하는 개발계획을 일컫는다. 구체적으로는 과다채무빈곤국(Heavily indebted poor countries) 이니셔티브 하에서 체무 경감을 고려하기 전에 국제통화기금과 세계은행이 요구하는 문서 체계이다. 또한 저소득국이 주요 공여국 및 기관으로부터 자금 지원을 받을 때 요구된다. 국제 통화기금은 크게 5개의 원칙(공여국, 결과, 제휴, 장기적 관점, 통합적 관점)에 입각하여 추진되어야 한다고 밝힌다.
과정시 해당국가가 빈곤 문제에 초점을 맞춰 프로그램을 기획하고 전략을 수립하도록 한다. 이때 통합적인 빈곤 분석 및 참여 요인을 파악하는 것이 계획 과정에서 매우 중요하다. 그러나 국가의 역량에 따라 계획 수립이 매우 어려울 수 있다. 이에 대한 비판으로는 원조 상태,원조의 영향, 수원국의 결과 이행상 부족 등이 있다.

## 읽을거리
- Jeremy Gould (ed), The New Conditionality: The Politics of Poverty Reduction Strategies, Zed Books 2005
- Caillods, F. Hallak, J. 2004.  Education and PRSPs: a review of experiences. Paris: IIEP/UNESCO.